# Martino Matronola
Martino Matronola OSB (* 2. November 1903 in Cassino; † 20. Mai 1994) war Erzabt von Montecassino in Italien.

## Leben
Am 29. September 1929 wurde er zum Priester der Benediktiner geweiht. Am 24. Mai 1971 wurde er vom Konvent des Klosters als Nachfolger von Ildefonso Rea zum Erzabt von Montecassino gewählt. Während seiner Amtszeit ernannte ihn Papst Paul VI. am 21. März 1977 zum Titularbischof von Turres in Numidia. Die Bischofsweihe erteilte ihm Kurienkardinal Sebastiano Baggio am 8. Mai 1977. Er resignierte am 8. Januar 1983 als Erzabt. 